# Acanthocreagris aelleni
Acanthocreagris aelleni es una especie de arácnido del orden Pseudoscorpionida de la familia Neobisiidae.

## Distribución geográfica
Se encuentra en Corcega (Francia).